# Slag bij Blue Springs
De Slag bij Blue Springs vond plaats op 10 oktober 1863 in Green County, Tennessee tijdens de Amerikaanse Burgeroorlog.
De Noordelijke generaal-majoor Ambrose E. Burnside, bevelhebber van het department of the Ohio, had de opdracht gekregen om alle wegen en passen op de grens van oostelijk Tennessee en Virginia te zuiveren van Zuidelijke aanwezigheid. In oktober had de Zuidelijke brigadegeneraal John Stuart Williams de opdracht gekregen om met zijn cavalerie-eenheid de vijandelijke communicatielijnen te verstoren. Een belangrijk doel was de Bulls Gap om de East Tennessee & Virginia Railroad. Op 3 oktober raakte Williams slaags met de Noordelijke cavalerie onder leiding van brigadegeneraal Samuel P. Carter bij Bleu Springs op ongeveer 15 km van Bulls Gap. Carter trok zich tijdelijk terug omdat hij de sterkte van de vijand niet kon inschatten.
Carter en Williams vochten de volgende dagen verschillende schermutselingen uit. Op 10 oktober had Carter genoeg informatie verzameld over de sterkte en plannen van de Zuidelijken. Hij besliste om tot de aanval over te gaan. De aanval begon om 10.00u. Een deel van de Noordelijke cavalerie viel de Zuidelijke stellingen rechtstreeks aan. Een ander deel voerde een flankbeweging uit om de mogelijke ontsnappingsroutes van de vijand af te snijden. Kapitein Orlando M. Poe, hoofd van de genie, voerde persoonlijk een verkenning uit om te achterhalen wat de beste locatie was om een infanterie-aanval uit te voeren. Om 15.30u stelde brigadegeneraal Edward Ferrero zijn infanterie op die deel uitmaakte van de 1st Division, IX Corps. Om 17.00u ging hij over tot de aanval. Zijn soldaten braken door de Zuidelijke slaglinie en rukten bijna op tot in de achterhoede van de vijand. Na het invallen van de duisternis trokken de Zuidelijken zich terug. De Noordelijken bleven ter plaatse en zetten pas de volgende ochtend de achtervolging in. Enkele dagen later hadden Williams’ soldaten zich teruggetrokken in Virginia.